# 尖瓣粗筒苣苔
尖瓣粗筒苣苔（学名：Oreocharis acutiloba）为苦苣苔科马铃苣苔属下的一个种。